# Hinsingen
 Hinsingen (en alsacià Hinsínge) és un municipi francès, situat a la regió del Gran Est, al departament del Baix Rin. L'any 2008 tenia 84 habitants.
Forma part del cantó d'Ingwiller, del districte de Saverne i de la Comunitat de comunes de l'Alsace Bossue.

## Demografia
| 1962 | 1968 | 1975 | 1982 | 1990 | 1999 |
| ---- | ---- | ---- | ---- | ---- | ---- |
| 92   | 106  | 96   | 96   | 82   | 72   |

## Administració
| Període | Identitat   | Partit |
| ------- | ----------- | ------ |
| 2001-   | Marc Rieger |        |